# Petruska András

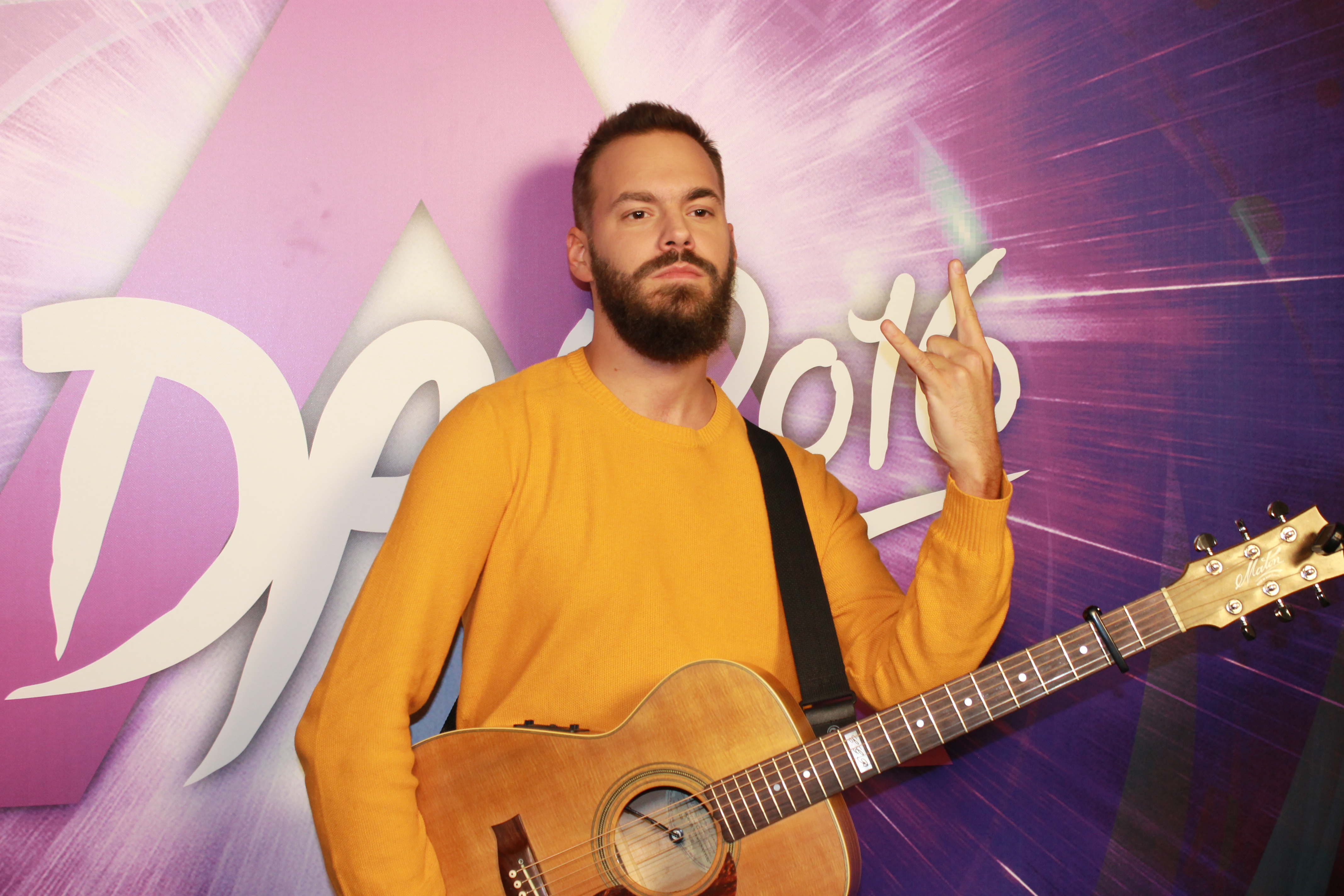
Petruska A Dal 2016 döntőjén

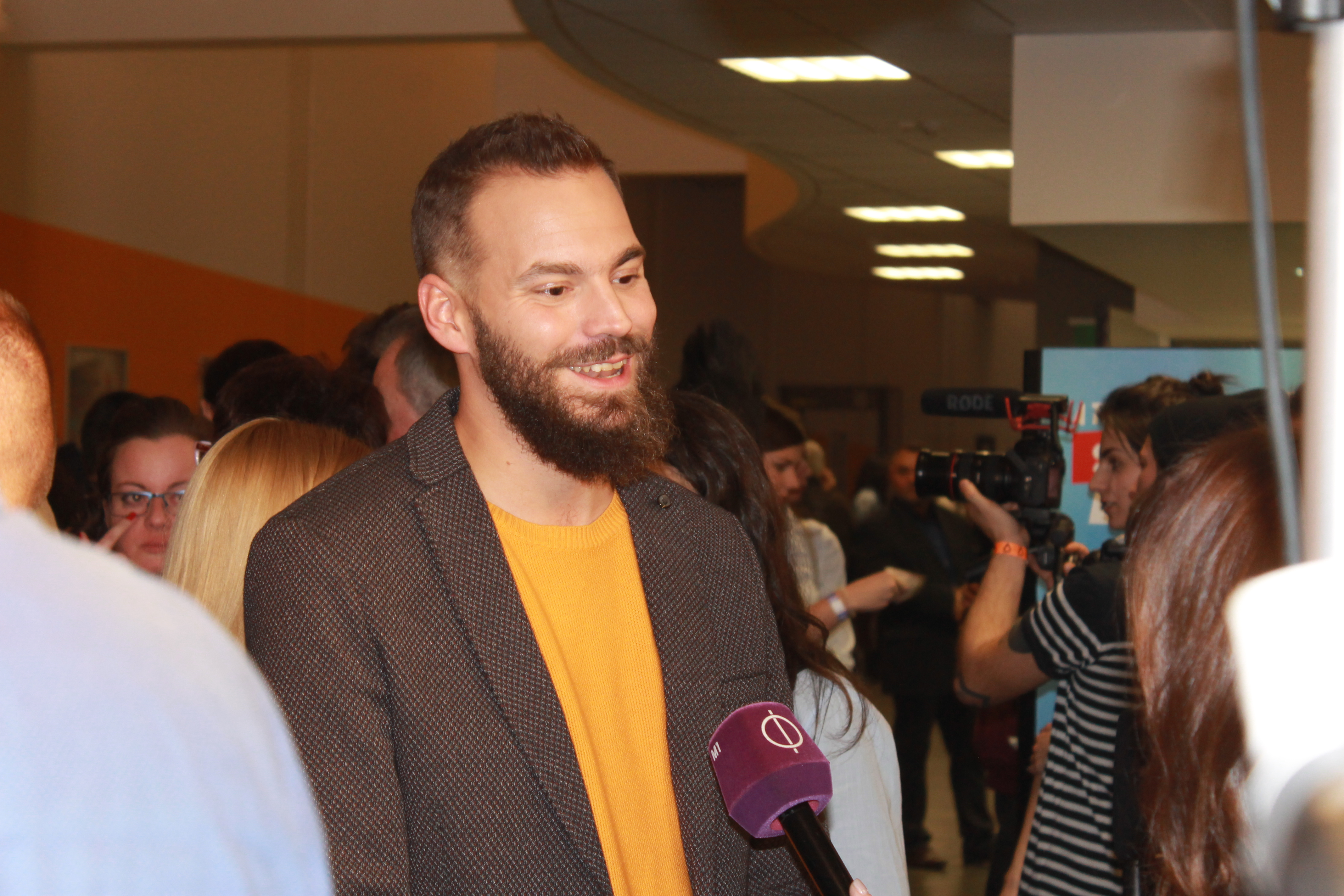
Petruska A Dal 2016 döntője után

Petruska András vagy Petruska (Budapest, 1986. március 19. – ) magyar énekes, előadó, A Dal 2016 felfedezettje.

## Életpályája
Gitározni 9 évesen kezdett. 2010-ben megnyerte a Veszprémi Utcazene Fesztivál szakmai díját, majd a következő évben a Quimby egyszemélyes előzenekaraként turnézott, de előadott a TEDxYouth@Budapest konferencián, fellépett később a Petőfi Akusztik koncertsorozatban és a Szigeten is. 2014-ben jelent meg első, Metropolita című nagylemeze. A koncertalbum az M4-es metróvonal megállói mentén haladva sajátos képet fest a 21. századi Budapestről. A Szent Gellért tér című dalhoz készült videó döntős helyezést ért el az első Magyar Klipszemle Legjobb rendezés kategóriában. 2016 tavaszán jelent meg Petruska következő nagylemeze. A Kapunyitó című albumot a szerző harmincadik születésnapja és saját generációjának kihívásai inspirálták.
2015. december 15-én bejelentették, hogy a Duna eurovíziós dalválasztó műsorába, A Dal 2016-ba bejutott a Trouble in My Mind című dala, saját előadásában. Először 2016. február 6-án, a nemzeti válogató harmadik elődöntőjében lépett színpadra, ahol a zsűri és a nézők szavazatai alapján az első helyen végzett, és továbbjutott a középdöntőbe. 2016. február 13-án, A Dal első középdöntőjéből a zsűri és a nézők szavazatai alapján dala ismét az első helyen végzett, és továbbjutott a műsor döntőjébe.
2018. december 3-án bejelentették, hogy a Duna eurovíziós dalválasztó műsorába, A Dal 2019-be bejutott a Help Me Out of Here című dala (saját előadásában). A válogatóból a dal továbbjutott az elődöntőbe, azonban a döntőben már nem adhatta elő, mivel az MTVA plágiumra hivatkozva kizárta a versenyből.

## Díjai, elismerései
- A Dal felfedezettje (2016)

## Diszkográfiája

### Stúdióalbumok

#### Metropolita
Megjelenés: 2014. március 24.
1. Keleti pályaudvar
2. II. János Pál tér
3. Rákóczi tér
4. Kálvin tér
5. Fővám tér
6. Szent Gellért tér
7. Móricz Zsigmond körtér
8. Újbuda-központ
9. Bikás park
10. Kelenföld vasútállomás

#### Kapunyitó
Megjelenés: 2016.
1. Jöttem, láttam, visszamennék
2. Nyár
3. Traveling Suitcase
4. Mit beszélnek?
5. Miért pont én?
6. Roam
7. Nem így képzeltem el
8. Trouble In My Mind
9. Ten Years
10. Az ajtón túl
11. Amikor én még felnőtt voltam

#### Mák és dió
Megjelenés: 2017.
1. Karácsony (Cseh Tamás - Bereményi Géza)
2. Zebránál pirosabb autó (Babarci Bulcsú)
3. Karácsonyi dal (Tolcsvay László-Bródy János)
4. Nagymama karácsonyra (Grecsó Krisztián)
5. Legyen szép az ünnep (Petruska András-Babarci Bulcsú)[6]

Reláció
Megjelenés: 2019.
1. Én a te korodban
2. Égi gangon
3. Help Me Out Of Here
4. Mondatok
5. Not Mine
6. Mosolyunk mögött
7. Nem megy igazán
8. Ugyanonnan
9. Nincsen szavam
10. Ha jön a holnap
11. Apple Pie
12. New Year's Eve
13. A ház